# 1323
1323 је била проста година.

## Догађаји
- Википедија:Непознат датум — Основан је Дубовац

## Смрти
- Википедија:Непознат датум — Константин Немањић, син краља Милутина (* 1283. или 1284)